# مهدی‌آباد (براآن شمالی)
مهدی‌آباد روستایی در کنار روستاهای کاج، منشیان، سروش بادران و جوزدان، در دهستان براآن شمالی بخش مرکزی شهرستان اصفهان استان اصفهان ایران واقع شده است.

## جمعیت
بر پایه سرشماری عمومی نفوس و مسکن در سال ۱۳۹۵ جمعیت این روستا ۵۰۶ نفر (۱۵۴خانوار) بوده‌است.